# 张燕丽
张燕丽（1938年7月—2009年7月4日），女，山东泰安人，中华人民共和国政治人物，曾任北京市农业局局长，北京市人大常委会副主任，第十届全国人大代表。